# Wendie Renard
Wéndèleine (Wendie) Thérèse Renard (Schœlcher, 20 juli 1990) is een Frans voetbalster die sinds 2006 uitkomt voor Olympique Lyonnais. Renard komt sinds 2011 ook uit voor het Frans vrouwenelftal. Renard won een recordaantal van acht UEFA Women's Champions League-titels met Olympique Lyonnais.

## Clubcarrière
Renard speelde in haar jeugd bij Essor-Préchotain en Rapid Club du Lorrain. Renard maakte in 2006 haar debuut in de Division 1 Féminine bij Olympique Lyonnais. In haar debuutseizoen voor Olympique Lyonnais speelde Renard slechts twee wedstrijden mee, maar werd zij wel Frans landskampioen. Daarna zou Renard al snel basisspeelster worden. Anno 2022 speelt Renard nog steeds voor Olympique Lyonnais, waarmee zij veertien opeenvolgende seizoenen Frans landskampioen werd. Tijdens het seizoen 2010/11 won Olympique Lyonnais ook nog voor de eerste maal in hun bestaan de UEFA Women's Champions League. In de finale was de ploeg met 2–0 te sterk voor Turbine Potsdam. Ook in het seizoen 2011/12 won Renard met Olympique Lyonnais de UEFA Women's Champions League. Bijkomend won Olympique Lyonnais ook opnieuw de Coupe de France.
In november 2012 nam Olympique Lyonnais deel aan de eerste editie van het International Women's Club Championship. In de finale was de ploeg van Renard te sterk voor het Japanse INAC Kobe Leonessa. Olympique Lyonnais werd opnieuw kampioen van Frankrijk. Vanaf het seizoen 2015/16 tot het seizoen 2019/20 was Olympique Lyonnais ook telkens de beste in UEFA Women's Champions League. 

## Clubstatistieken
| Club               | Seizoen         | Competitie | Competitie | Beker | Beker  | Europees | Europees | Totaal | Totaal |
| Club               | Seizoen         | Wed.       | Doelp.     | Wed.  | Doelp. | Wed.     | Doelp.   | Wed    | Doelp. |
| ------------------ | --------------- | ---------- | ---------- | ----- | ------ | -------- | -------- | ------ | ------ |
| Olympique Lyonnais | 2006/07         | 2          | 0          | 1     | 0      | 0        | 0        | 3      | 0      |
| Olympique Lyonnais | 2007/08         | 14         | 2          | 3     | 1      | 6        | 2        | 23     | 5      |
| Olympique Lyonnais | 2008/09         | 19         | 2          | 3     | 0      | 4        | 0        | 26     | 2      |
| Olympique Lyonnais | 2009/10         | 20         | 6          | 3     | 0      | 9        | 0        | 32     | 6      |
| Olympique Lyonnais | 2010/11         | 20         | 2          | 3     | 0      | 9        | 3        | 32     | 5      |
| Olympique Lyonnais | 2011/12         | 20         | 9          | 4     | 1      | 8        | 1        | 34     | 11     |
| Olympique Lyonnais | 2012/13         | 13         | 3          | 5     | 2      | 7        | 3        | 25     | 8      |
| Olympique Lyonnais | 2013/14         | 19         | 7          | 6     | 1      | 4        | 0        | 29     | 8      |
| Olympique Lyonnais | 2014/15         | 21         | 10         | 4     | 1      | 4        | 1        | 29     | 12     |
| Olympique Lyonnais | 2015/16         | 15         | 6          | 3     | 4      | 6        | 1        | 24     | 11     |
| Olympique Lyonnais | 2016/17         | 16         | 6          | 4     | 0      | 8        | 2        | 28     | 8      |
| Olympique Lyonnais | 2017/18         | 17         | 5          | 5     | 3      | 8        | 4        | 30     | 12     |
| Olympique Lyonnais | 2018/19         | 17         | 8          | 4     | 2      | 9        | 4        | 30     | 14     |
| Olympique Lyonnais | Totaal          | 213        | 66         | 48    | 15     | 82       | 21       | 343    | 102    |
| Carrière totaal    | Carrière totaal | 213        | 66         | 48    | 15     | 82       | 21       | 343    | 102    |

Laatste update: 8 juni 2019

## Interlandcarrière
Op 2 maart 2011 debuteerde Renard voor Frankrijk toen ze mocht debuteren in een interland tegen Zwitserland op de Cyprus Women's Cup. Op het WK van 2011 eindigde Renard met Frankrijk op de vierde plaats, na verlies in de troostfinale tegen Zweden. Renard kwam een keer in actie.
In 2012 maakte Renard deel uit van de Franse selectie voor de Olympische Zomerspelen in Londen. Opnieuw eindigde Frankrijk op de vierde plaats. Renard kon op het Olympisch toernooi tweemaal scoren. Ook tijdens het WK van 2015 kwam Renard in actie voor haar land. Het Frans voetbalelftal sneuvelde dit keer in de kwartfinale na verlies na strafschoppen tegen Duitsland. In 2016 nam Renard een tweede keer deel aan de Olympische Zomerspelen. Frankrijk kwam dit keer niet verder dan de kwartfinale, waarin de ploeg verloor van Canada.
Op het WK van 2019, dat in Frankrijk werd gehouden, scoorde Renard in de openingswedstrijd tegen Zuid-Korea twee doelpunten. In de derde groepswedstrijd tegen Nigeria was Renard nogmaals trefzeker, dit keer vanaf elf meter. Renard miste deze strafschop eerst, waarna de VAR beoordeelde dat de Nigeriaanse doelvrouw te vroeg van haar lijn was gekomen en de strafschop opnieuw moest worden genomen, dit keer met succes.
Op 24 februari 2023, vijf maanden voor het Wereldkampioenschap voetbal vrouwen 2023 in Australië en Nieuw-Zeeland, kondigde Wendie Renard samen met Kadidiatou Diani en Marie-Antoinette Katoto haar terugtrekking aan uit het Franse team. Volgens Le Parisien was het doel van de drie spelers het vertrek van Corinne Deacon en haar staf en een evolutie van het bestuur rond het vrouwenvoetbal. Op 9 maart 2023 beëindigde het uitvoerend comité van de Franse voetbalbond het contract van Corinne Deacon. Op 31 maart 2023 keerde ze terug naar het Franse team nadat ze was opgeroepen door de nieuwe coach Hervé Renard.

## Interlandstatistieken
| Jaar   | Wedstrijden | Doelpunten |
| ------ | ----------- | ---------- |
| 2011   | 13          | 1          |
| 2012   | 19          | 5          |
| 2013   | 14          | 9          |
| 2014   | 14          | 1          |
| 2015   | 15          | 1          |
| 2016   | 9           | 1          |
| 2017   | 14          | 1          |
| 2018   | 6           | 1          |
| 2019   | 6           | 2          |
| Totaal | 110         | 22         |

Laatste update: 8 juni 2019

## Erelijst
Olympique Lyonnais
- Division 1 Féminine (14): 2006/07, 2007/08, 2008/09, 2009/10, 2010/11, 2011/12, 2012/13, 2013/14, 2014/15, 2015/16, 2016/17, 2017/18, 2018/19, 2019/20, 2021/22
- Challenge/Coupe de France (9): 2007/08, 2011/12, 2012/13, 2013/14, 2014/15, 2015/16, 2016/17, 2018/19, 2019/20,
- Trophée des Championnes (1): 2019
- UEFA Women's Champions League (7): 2010/11, 2011/12, 2015/16, 2016/17, 2017/18, 2018/19, 2019/20, 2021/22
- International Women's Club Championship (1): 2012
- Valais Women's Cup (1): 2014

 Frankrijk
- Cyprus Women's Cup (2): 2012, 2014
- SheBelieves Cup (1): 2017

Individueel
- UEFA EK – All Star Team: 2013
- FIFA WK – All Star Team: 2015
- FIFA WK – Dream Team: 2015
- FIFPro: FIFA FIFPro World XI 2015, 2016, 2017, 2019, 2020, 2021, 2022
- IFFHS – Women's World Team: 2017, 2018, 2019, 2020
- UEFA Women's Champions League – Defender of the Season: 2019/20
- IFFHS – World's Woman Team of the Decade 2011–2020
- IFFHS – UEFA Woman Team of the Decade 2011–2020